# Quinto Cornelio Cuadrato
Quinto Cornelio Cuadrato (en latín: Quintus Cornelius Quadratus; Cirta, c.100-165) fue un senador romano del siglo II, que desarrolló su carrera política bajo los emperadores Antonino Pío y Marco Aurelio.

## Origen y familia
Nació en Cirta hacia el año 100 y era hermano de Marco Cornelio Frontón, cónsul sufecto en el año 142, y tutor de los futuros emperadores Marco Aurelio y Lucio Vero.

## Carrera
Su primer cargo conocido, de rango pretorio, fue , quizás, el de legado en Numidia. Después, ocupó el consulado sufecto en el año 147. Murió en el año 165.